# 代理問題
委託-代理問題，又稱代理問題，代理兩難（英語：agency dilemma），是指當一個人或實體（“代理人”）代表另一個人或實體（“委託人”）採取行動時出現的利益和事項優先排序衝突（如看待風險的態度之差異）。當委託人和代理人之間的利益和信息差異更大，以及當委託人缺乏懲罰代理人的手段時，問題會更加惡化。代理人對委託人利益的偏離稱為“代理成本”。
這種關係的常見例子包括公司管理層（代理人）和股東（委託人）、民選官員（代理人）和公民（委託人），或經紀人（代理人）和市場（買賣雙方，委託人）。在所有這些情況下，委託人必須關心代理人是否以委託人的最佳利益行事。 道德風險和利益衝突的概念與委託代理問題有關。
委託代理問題通常出現在雙方利益不同和信息不對稱（代理人擁有更多信息）的情況下，委託人不能直接確保代理人始終以他們（委託人）的最佳利益行事，特別是當活動對委託人有益處但對代理人來說成本偏高，或代理人行為之元素對委託人來說在觀察上耗費成本。
當代理人代表多個委託人行事時，代理問題可能會加劇（即「多委託人問題」，英語：Multiple principal problem）。當一個代理人代表多個委託人行事時，多個委託人必須就代理人的目標達成一致。 他們在治理方面面臨集體行動問題，因為個別委託人可能會遊說代理人或以其他方式為他們的個人利益行事，而不是為了所有委託人的集體利益。結果可能包括在指導和監控中搭便車，重複指導和監控，或委託人之間的衝突，所有這些都會導致代理的高度自主權。 多重委託人問題在公共部門尤為嚴重，公共部門的多重委託人很常見，在缺乏顯著治理的情況下，效率和民主問責制都會受到損害。
可以使用各種機制來使代理人的利益與委託人的利益保持一致。 在就業方面，雇主（委託人）可以使用計件工資/佣金、利潤分享、效率工資、績效衡量（包括財務報表）、代理人提供保證金或終止僱傭關係的手段來使工人的利益與他們自己的利益保持一致。

## 經濟學理論
代理理論存在以下的假設：
- 代理人與主理人皆追求本身效用最大，即兩者均為自利者。
- 代理人與主理人均為風險趨避者。〔註1〕
- 代理人與主理人所追求之目標不一致。
- 代理人與主理人間存在資訊不對稱。

原則上，一個「理性」的投資人應具有風險趨避(risk averse)的傾向，亦即投資人在進行投資時，如果數種風險不同的證券所提供的預期報酬率相同，他(她)會理性地選擇風險較小的證券來投資；同樣地，若要投資人將資金投入風險較高的資產時，必須該資產能提供高於預期的報酬，否則投資人不會選擇「高風險、低報酬」的投資方式。

## 延伸閱讀
- Azfar, Omar.  (PDF). Shah, Anwar  (编).  (PDF and text). Public Sector Governance and Accountability Series. Washington, D.C.: World Bank. 2007  [2019-07-17]. ISBN 9780821369418. doi:10.1596/978-0-8213-6941-8. （原始内容存档于2020-06-01）.
- Eisenhardt, K. . Academy of Management Review. 1989, 14 (1): 57–74. JSTOR 258191. doi:10.5465/amr.1989.4279003.
- Green, J. R.; Stokey, N. L. . Journal of Political Economy. 1983, 91 (3): 349–64. JSTOR 1837093. doi:10.1086/261153.
- (PDF), IEA, 2007  [2019-07-17], （原始内容 (PDF)存档于2018-09-30）.
- Laffont, Jean-Jacques and Martimort, David (2002). The Theory of Incentives: The Principal–Agent Model. Princeton University Press.
- Li, Hongxia. . International Journal of Governance. 2011, 1 (2): 26–39.
- Murtishaw, S.; Sathaye, J.,  (PDF) (Report), 2006  [2019-07-17], LBNL-59773, （原始内容存档 (PDF)于2011-05-11）.
- Nikkinen, Jussi; Sahlström, Petri. . International Journal of Auditing. 2004, 8 (3): 253–262. doi:10.1111/j.1099-1123.2004.00094.x.
- Rees, R., 1985. "The Theory of Principal and Agent—Part I". Bulletin of Economic Research, 37(1), 3–26
- Rees, R., 1985. "The Theory of Principal and Agent—Part II". Bulletin of Economic Research, 37(2), 75–97
- Rutherford, R. & Springer, T. & Yavas, A. (2005). Conflicts between Principals and Agents: Evidence from Residential Brokerage. Journal of Financial Economics (76), 627–65.
- Rosen, S. . American Economic Review. 1986, 76 (4): 701–715. JSTOR 1806068.
- Sappington, David E. M. . Journal of Economic Perspectives. 1991, 5 (2): 45–66. JSTOR 1942685. doi:10.1257/jep.5.2.45.
- Stiglitz, Joseph E. (1987). "Principal and agent", The New Palgrave: A Dictionary of Economics, v. 3, pp. 966–71.

## 外部連結
- 维基语录上有关代理問題的语录